# Hyalobathra aurata
Hyalobathra aurata là một loài bướm đêm trong họ Crambidae.